# Maja Cronsjö
Maja Anna Gunilla Cronsjö, född 8 maj 1940 i Stavnäs församling, Värmlands län, är en svensk inredningsarkitekt.

## Biografi
Cronsjö, som är dotter till hemmansägare Erik Eriksson och Gunvor Billinger, utexaminerades från Konstfackskolan 1965. Hon var anställd på Nicke Anckers arkitektkontor 1965–1967, på Liss och Mossberg arkitektkontor 1969–1973, av AB Kinnasand 1973–1987, delägare och verksam i AB Elis Reinius från 1987 och delägare i INFOCO International Form Company Sweden AB. Hon var ordförande i Svenska inredningsarkitekters riksförbunds östra lokalavdelning 1979–1980 och har varit styrelseledamot i FORMARC AB.